# Learjet

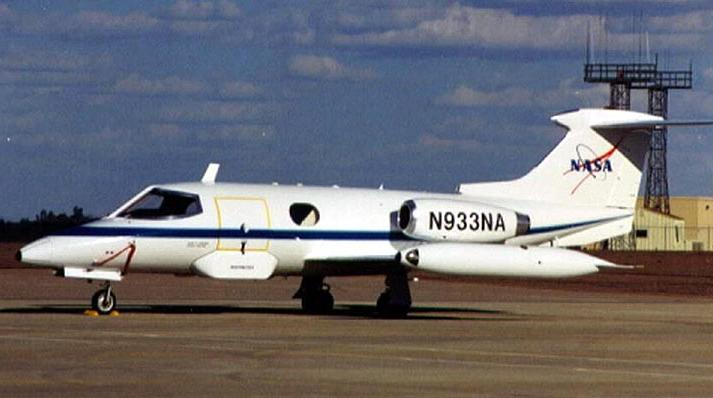
Learjet 23, företagets första flygplan.

Learjet var en amerikansk tillverkare av affärsflygplan med huvudkontor i Wichita, Kansas. Företaget grundades 1962 av Bill Lear. Efter en tid av ekonomiska svårigheter köptes Learjet 1990 av det kanadensiska företaget Bombardier.
I februari 2021 meddelade Bombardier att produktionen av nya Learjet-flygplan upphör 2021, dock med fortsatt support och underhåll för flygplan som är i drift.

## Flygplansmodeller
| Modell     | Premiärflygning | Antal byggda |
| ---------- | --------------- | ------------ |
| Learjet 23 | 1963            | 101          |
| Learjet 24 | 1966            | 259          |
| Learjet 25 | 1966            | 369          |
| Learjet 28 | 1977            | 5            |
| Learjet 29 |                 | 4            |
| Learjet 31 | 1987            | 246          |
| Learjet 35 | 1973            | 675+         |
| Learjet 36 |                 | 64           |
| Learjet 40 | 2002            | 133          |
| Learjet 45 | 1995            | 642          |
| Learjet 55 | 1979            | 147          |
| Learjet 60 | 1990            | 430          |
| Learjet 70 |                 | 13           |
| Learjet 75 |                 | 156          |
| Learjet 85 | 2014            | 2            |